# Движение португальского действия
Движение португальского действия (порт. Movimento de Acção Portuguesa) — португальская ультраправая политическая организация 1974 года. Создано лузитанскими интегралистами и «фашистскими романтиками», противниками Революции гвоздик. Пользовалось поддержкой салазаристских военных и финансовых кругов. Стояло на позициях непримиримой контрреволюции, активно боролось против ДВС, коммунистов, социалистов, левых, марксистских и анархистских организаций. Запрещена после сентябрьского кризиса. В 1975 активисты участвовали в антикоммунистических движениях Жаркого лета.

## Предыстория
В последние годы португальского Нового государства правительство Марселу Каэтану столкнулось с оппозицией справа в интеллектуальных кругах. Ультраправые лузитанские интегралисты критиковали Каэтану за либерализацию режима. Они выступали с позиций твёрдого салазаризма, Поколения 1895 года, изучали португальское Средневековье, работы Муссолини, Эволы, Ролана Прету, Морраса, Дриё ла Рошеля, интересовались наследием Сидониу Паиша, ранним фашизмом, португальским национал-синдикализмом, испанским фалангизмом. Лидерами ультраправой богемы были известные поэты-романтики Флорентину Гуларт Ногейра и Родригу Эмилиу.
В этой среде велись разговоры об упреждающем правом перевороте, свержении Каэтану, установлении военного режима. Были установлены связи с единомышленниками в армии и Португальском легионе. В будущие диктаторы выдвигался генерал Каулза Де Арриага. С конца 1973 в Алкошети создавались тайные арсеналы оружия и взрывчатки.
25 апреля 1974 Революция гвоздик слева опередила переворот справа (некоторые склады в Алкошети были использованы революционерами). В революции сразу обозначился леворадикальный крен с сильным влиянием Португальской компартии. Ультраправые интеллектуалы встретили перемены с нескрываемой враждебностью. Особенную ярость вызывала деколонизация, воспринимаемая как «национальное предательство», «измена славе предков», «разрушение Португалии». Политически эта группа консолидировалась в Движении португальского действия (MAP).

## Политика
Точная дата создания MAP не установлена, организационные мероприятия пришлись на май-июнь 1974 года. Родригу Эмилиу встретился с генералом Каулза Де Арриага в лиссабонском офисе Совета по ядерной энергетике. Консервативный генерал и фашистские романтики далеко не во всём совпадали идеологически. (Каулза Де Арриага в принципе не возражал против демократических преобразований, но требовал «учитывать традиции родины» и жёстко противостоять коммунизму.) Однако они вполне сходились в конкретной программе действий — свержение революционного режима, ликвидация марксистской опасности, наведение порядка. Каулза Де Арриага помог установить нужные связи и договорился о финансировании MAP со стороны бизнес-группы Антониу Шамполимо и Banco Espírito Santo.
Был избран коллективный руководящий орган — Центральная комиссия. Публичным лидером выступал Флорентину Гуларт Ногейра, главным идеологом и организатором — Родригу Эмилиу. В состав ЦК входили также Луиш ди Сена Эстевеш, Алберту Коррейя ди Барруш, Жайме Ногейра Пинту. Антониу Жозе ди Бриту курировал организацию в Порту. Антониу Жозе Алмейда возглавил Национальный комитет революционного действия (CNAR) — силовую структуру MAP. Все эти деятели принадлежали к гуманитарной интеллигенции и считались «вооружённой богемой». Среди руководящих активистов были также функционеры запрещённого революцией Португальского легиона — Вашку Сентену Барата, Жозе Ребордан Эстевеш Пинту, Делфин Фуэнтеш Мендеш, Валтер Вентура. Почётным председателем MAP стал бывший ректор Коимбрского университета Гильерме Брага да Круш.
Идейно-политическая доктрина MAP была опубликована только в 1976 и называлась Em Nome do MAP — От имени MAP. Написал этот текст Родригу Эмилиу. С позиций последовательного интегрализма, национализма и лузотропикализма MAP решительно осуждало революцию, демократизацию и деколонизацию. Выдвигались требования восстановить национальное единство, колониальную «многоконтинентальность» и государственный порядок, подчинить права личности интересам нации, запретить все марксистские и интернационалистские организации, покончить с «догмами классовой борьбы» и «духом партийной разобщённости».
Жёсткая и однозначная контрреволюционность, категорическое непризнание новых реалий отличали MAP от других антикоммунистических организаций: НДП, СДЦ, ХДП, MFP/PP, MPP, PL, PTDP в принципе признавали новую революционную республику и демократический строй. Отвергало MAP и компромиссность президента Антониу ди Спинолы, лидера правых сил. Родригу Эмилиу резко критиковал генерала Спинолу за реформаторские проекты, участие в революции, «федерализм для “заморских территорий”», возлагал на него ответственность за «трагедию португальской земли».
В политико-идеологическом союзе с MAP выступала только Португальская националистическая партия (ПНП). Созданная бывшими членами Португальского легиона, ПНП тоже принципиально отвергала революцию с салазаристских позиций. MAP и ПНП характеризовались как организации не только «фундаменталистские», но и «силовые», «брутальные». Однако обе группировки оставались маргинальными политически и «эфемерными» организационно.
MAP не ограничивалось контрреволюционной агитацией. CNAR вербовал боевиков для уличных атак, диверсий и терактов. Развить эту активность не удалось, постепенно деятельность CNAR свелась к рисованию граффити. 28 сентября 1974 MAP, несмотря на неприятие Спинолы, присоединилась к демонстрации «молчаливого большинства». После поражения этой акции MAP было запрещено вместе с другими крайне правыми организациями. Гуларт Ногейра до ноябрьских событий 1975 находился в тюрьме, Родригу до 1976 — в эмиграции. (Почти полтора года провёл в заключении Каулза Де Арриага.) Расследовался план покушения на премьера-марксиста Вашку Гонсалвиша — предполагалось, что в него собирались стрелять из окна офиса MAP. Выяснилось, однако, что это окно относилось к тому же зданию, но к другому помещению.

## Традиция
В 1975 активисты MAP участвовали в антикоммунистической борьбе Жаркого лета. Обычно они, как Эстевеш Пинту, примыкали к Армии освобождения Португалии (ЭЛП). При этом идеология и программа MAP были переосмыслены в ЭЛП: «Не восстанавливать старый режим, а устанавливать новый».
Гуларт Ногейра отошёл от политики, занимался поэтическим творчеством. Родригу Эмилиу писал стихи и песни фаду, сотрудничал с различными изданиями как публицист, в 1982 участвовал в кампании солидарности с Лехом Валенсой. Ди Бриту известен как философ, Ногейра Пинту — как политолог.
Движение португальского действия оставило заметный след в португальской крайне правой традиции, политике и культуре. Идеологическое и ментальное наследие MAP отмечается в таких современных структурах, как Партия национального обновления (особенно в плане борьбы с культур-марксизмом) и партия Chega.